# The Divinity of Oceans
The Divinity of Oceans è il secondo full-length della band funeral doom tedesca degli Ahab. Viene pubblicato nel 2009 sotto l'etichetta discografica Napalm Records. L'album è un concept basato sulla storia del naufragio della baleniera Essex, da parte di un capodoglio, che finisce poi col cannibalismo da parte degli uomini dell'equipaggio.

## Date d'uscita
- In Finlandia e Spagna viene fatto uscire il 22 luglio 2009.
- In Germania, Austria, Svizzera, Francia, Italia e Svezia il 24 luglio 2009.
- Nel resto dell'Europa il 27 luglio 2009.
- In Canada e negli USA il 28 luglio 2009.

## Tracce
1. Yet Another Raft of The Medusa (Pollard's Weakness) - 12:40
2. The Divinity Of Oceans - 11:02
3. O Father Sea - 7:06
4. Redemption Lost - 10:24
5. Tombstone Carousal - 7:03
6. Gnawing Bones (Coffin's Lot) - 10:48
7. Nickerson's Theme - 8:05

## Formazione
- Cornelius Althammer – batteria
- Daniel Droste – voce, chitarra, tastiere
- Christian Hector – chitarra
- Stephan Wandernoth – basso